# طابعة البطاقات

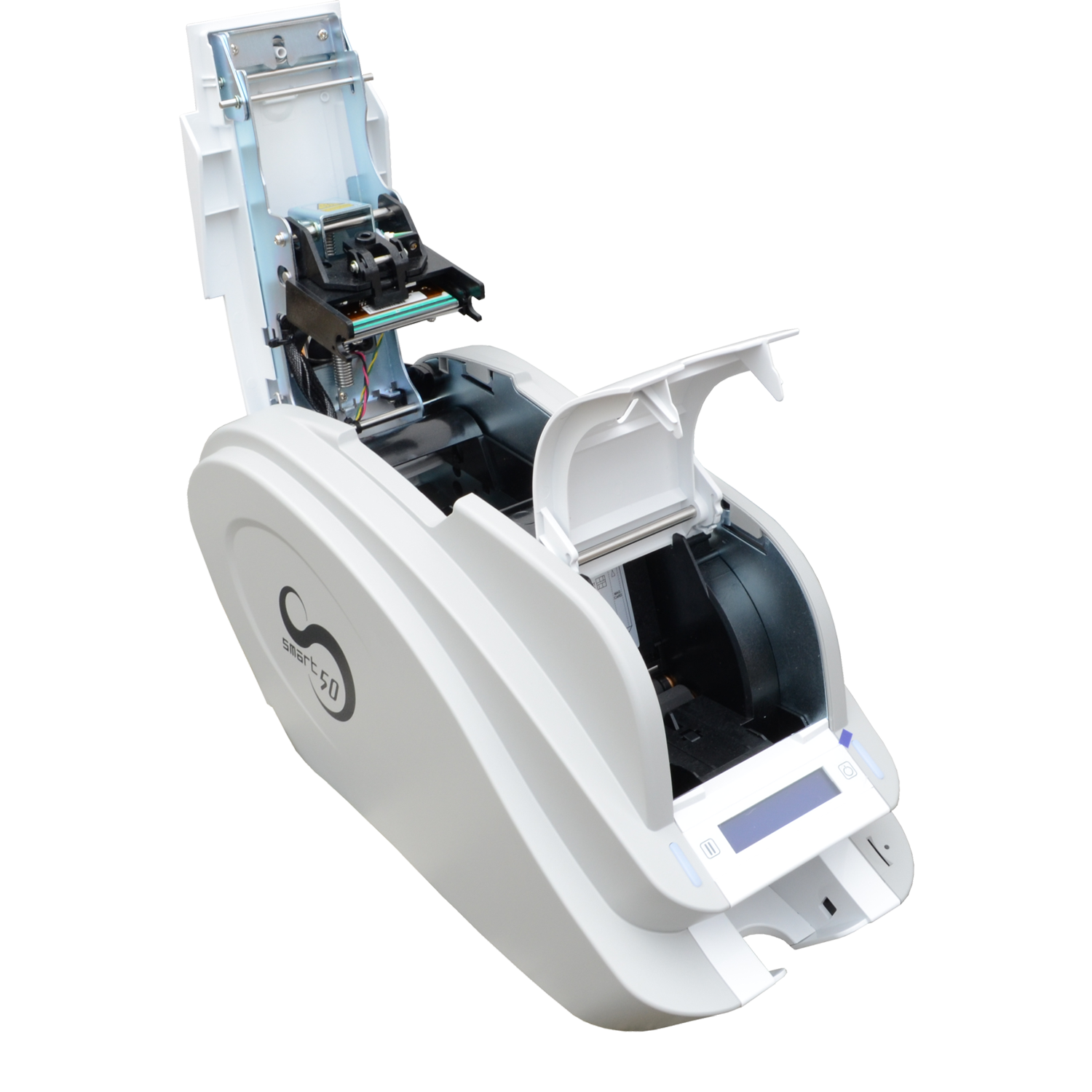

طابعة البطاقات هي طابعة مكتب إلكترونية تحتوي على مدخل واحد للبطاقة وتقوم بطباعة البطاقات البلاستيكية وتخصيصها بمعلومات محددة.
أبعاد البطاقة عادة ما تكون 85.60 × 53.98   مم، موحده بمعيار ISO / IEC 7810 ID-1. ويستخدم هذا التنسيق أيضًا في بطاقات الكاش الإلكترونية وبطاقات الهاتف وبطاقات الائتمان ورخص القيادة وبطاقات التأمين الصحي. ويعرف هذا باسم تنسيق بطاقة البنك.
ويتم التحكم في طابعات البطاقات عن طريق برامج تشغيل الطابعة أو عن طريق لغة برمجة محددة. عمومًا، يتم تصميم طابعات البطاقات بوظائف الترقق والشرائط والنقر باستخدام برامج سطح المكتب أو الويب. تتميز الأجهزة التي تحويها طابعة البطاقاتعن الطابعات التقليدية حيث عادة ما تكون بطاقات الهوية مصنوعة من البلاستيك PVC وتتطلب الترقق والنقر. ويمكن لطابعات البطاقات المختلفة قبول سمك وأبعاد البطاقات المختلفة.

## عملية الطباعة
المبدأ هو نفسه بالنسبة لجميع طابعات البطاقات تقريبًا ففي عملية الطباعة: يتم تمرير البطاقة البلاستيكية من خلال رأس طباعة حراري في نفس الوقت مثل شريط ملون. ويتم نقل اللون من الشريط إلى البطاقة من خلال الحرارة المنبعثة من رأس الطباعة. الأداء القياسي لطباعة البطاقات هو 300 نقطة في البوصة (300 نقطة في البوصة، أي ما يعادل 11.8 نقطة لكل ملم). هناك عمليات طباعة مختلفة، والتي تختلف في التفاصيل الخاصة:
النقل الحراري
تُستخدم أساسا لتخصيص البطاقات البلاستيكية المطبوعة مسبقا في أحادية اللون. يتم «نقل» اللون من شريط اللون (أحادي اللون) على البطاقة.
طباعة حرارية
تُستخدم هذه العملية أربع لوحات من الألوان وفقًا لألوان (CMYK . تمر البطاقة المراد طباعتها تحت رأس الطباعة عدة مرات في كل مرة مع لوحة الشريط المقابلة. ينتشر كل لون بدوره (حراريا) مباشرة على البطاقة. وبالتالي، يمكن إنتاج عمق ألوان عالي (يصل إلى 16 مليون لون) على البطاقة. بعد ذلك، يتم وضع طبقة شفافة (O) تُعرف أيضًا باسم المعطف الخفيف (T) على البطاقة لحمايتها من التآكل الميكانيكي ولتجعل الصورة المطبوعة مقاومة للأشعة فوق البنفسجية.
تكنولوجيا عكس الصورة
المعيار الخاص بتطبيقات البطاقات عالية الأمان التي تستخدم بطاقات شرائح ذكية تلامسية. وتقوم التقنية بطباعة الصور على الجانب السفلي من فيلم خاص يُدمج على سطح البطاقة من خلال الحرارة والضغط. ونظرًا لأن هذه العملية تنقل الأصباغ والراتنجات مباشرة إلى فيلم سلس ومرن، فإن رأس الطباعة لا يتلامس أبدًا مع سطح البطاقة نفسه. وعلى هذا النحو، لا تؤثر الأجزاء التي تكون على سطح البطاقة مثل الرقائق الذكية والمنحنيات الناتجة عن هوائيات الراديو الداخلية على جودة الطباعة. بل حتى الطباعة فوق الحواف أمر ممكن.
عملية إعادة الطباعة الحرارية
على عكس غالبية طابعات البطاقات الأخرى، في عملية إعادة الطباعة الحرارية، لا يتم تخصيص البطاقة من خلال استخدام شريط ملون، ولكن عن طريق تنشيط رقاقة حساسة للحرارة داخل البطاقة نفسها. يمكن تخصيص هذه البطاقات مرارًا وتكرارًا ومحوها من ما كانت تحتوي. والاستخدام الأكثر شيوعًا لهذه البطاقات هو بطاقات هوية الطلاب التي تعتمد على شرائح، والتي تتغير صلاحيتها كل فصل دراسي.

## مشاكل الطباعة الشائعة
تنجم العديد من مشكلات الطباعة عن عيوب في مادة البطاقة نفسها، مثلا تشوه أو تمزق البطاقة التي يتم إدخالها في الجهاز ليتم طباعتها.
ويمكن أن تنتج مشاكل الطباعة أيضًا عن تضمين رقاقة أو هوائي يُغير سمك البلاستيك فيتعارض مع فعالية الطابعة. غالبًا ما تحدث مشكلات أخرى بسبب أخطاء المشغل، مثل محاولة المستخدمين إدخال البطاقات غير المتوافقة مع نوع الطابعة، بينما قد تنتج عيوب الطباعة الأخرى عن مشاكل بيئية مثل الأوساخ أو الملوثات على البطاقة أو في داخل الطابعة. وتكون الطابعات عالية الدقة (طابعات النقل العكسي) أقل عرضة لمشاكل الطباعة الشائعة، حيث إن هذه الطابعات لا تتلامس مباشرة مع رأس الطباعة.

## أنواع طابعات البطاقات

### أنواع طابعة البطاقات
بشكل عام، هناك ثلاثة أنواع رئيسية من طابعات البطاقات، تختلف بشكل أساسي في الطريقة المستخدمة للطباعة على البطاقة. هذه الأنواع هي:
- بالقرب من الحافة. يصف هذا المصطلح أرخص نوع من الطباعة بواسطة طابعات البطاقات. تطبع هذه الطابعات إلى ما يصل إلى 5 ملم من حافة البطاقات.
- مباشرة للبطاقة ، المعروف أيضًا باسم «الطباعة من الحافة إلى الحافة». يأتي رأس الطباعة على اتصال مباشر مع البطاقة. هذا النوع من الطباعة هو الأكثر شعبية في الوقت الحاضر، ويرجع ذلك في الغالب إلى عامل التكلفة. غالبية طابعات بطاقة الهوية اليوم هي من هذا النوع.
- النقل العكسي ، المعروف أيضًا باسم «الطباعة عالية الوضوح» أو «الطباعة فوق الحافة». تتم طباعة رأس الطباعة إلى فيلم نقل للخلف (ومن ثم عكس ذلك) ثم يتم لف الفيلم المطبوع على البطاقة بحرارة شديدة (وبالتالي العكس). يرجع المصطلح "over the edge" إلى حقيقة أنه عندما تطبع الطابعة على الفيلم، فإنه «ينزف أو يسيل»، وعند التمدد على البطاقة يمتد السيلان أو النزيف ليشمل تمامًا حافة البطاقة، ولا يترك أي حدود فارغة.

### تقنيات الترميز
تستخدم طابعات بطاقات الهوية المختلفة تقنيات تشفير مختلفة لتسهيل بيئات العمل المختلفة ودعم خواص الأمان. تقنيات الترميز المعروفة هي:
- بطاقة ذكية تلامسية - تستخدم البطاقات الذكية التلامسية تقنية تحديد الهوية بموجات الراديو (RFID) وتتطلب اتصالاً مباشراً بلوحة موصلة لتسجيل قبول أو نقل المعلومات. ويتم نقل الأوامر والبيانات وحالة البطاقة بين المركزين المتلامسين لنقطتي الاتصال.
- البطاقة الذكية اللاتلامسية - تحوي البطاقات الذكية غير التلامسية دائرة متكاملة يمكنها تخزين البيانات ومعالجتها أثناء الاتصال بالجهاز عن طريق ترددات الراديو. وخلافا للبطاقة الذكية التلامسية، تتميز البطاقات اللاتلامسية بأنها قابلة لإعادة الكتابة على الرقائق المدمجة والتي يمكن نسخها من خلال موجات الراديو.
- HiD Proقرب - تتيح تقنية القرب من HID قراءة سريعة ودقيقة بينما يتراوح عرض بطاقة القراءة أو البطاقة الرئيسية من 4 «إلى 24» (10 سم إلى 60.96 سم)، اعتمادا على نوع القرب القارئ المستخدمة. نظرًا لأن هذه البطاقات والعلامات الأساسية لا تتطلب اتصالًا فعليًا مع القارئ، فهي صيانة فعلية وخالية من التآكل.
- ISO الشريط المغناطيسي - بطاقة الشريط المغناطيسي هو نوع البطاقات قادرة على تخزين البيانات عن طريق تعديل المغناطيسية للجسيمات الحديدية المغناطيسية الصغيرة على جسيمات من المواد المغناطيسية على البطاقة. تتم قراءة الشريط الممغنط، الذي يُطلق عليه أحيانًا بطاقة التمرير السريع أو (magstripe)، عن طريق الاتصال التلامسي وبتمرير البطاقة على رأس القارئ المغناطيسي.

### البرمجيات
هناك أساسًا فئتان من برنامج طابعة البطاقات: برنامج يستند على سطح المكتب وبرنامج يستند على الشبكة (عبر الإنترنت). الفرق الأكبر بين الاثنين هو ما إذا كان العميل لديه طابعة على شبكته قادره على طباعة بطاقات الهوية أم لا. إذا كانت الشركة تمتلك بالفعل طابعة شاراة، فمن المحتمل أن يكون برنامج سطح المكتب مناسبًا لاحتياجاتهم.
وعادة سيكون لدى المؤسسات الكبيرة التي لديها معدل تجديد مرتفع للموظفين طابعتها الخاصة. ومن المطلوب طابع شارة يستند على سطح المكتب أيضا إذا كانت الشركة بحاجة إلى بطاقات الهوية الخاصة بهم على الفور. مثل موقع بناء خاص الذي قامت شركة البناء بتقييد الوصول له إلا لمن يحمل شارة خاصة تطبعها الشركة نفسها. ومع ذلك، إذا لم يكن لدى الشركة بالفعل طابعة محلية (أو شبكة) تحتوي على الميزات التي تحتاجها، فإن الخيار القائم على الويب ربما يكون حلاً أقل تكلفة. يعد الحل المستند إلى الويب مفيدًا للشركات الصغيرة التي لا تتوقع الكثير من النمو السريع، أو المؤسسات التي لا تستطيع شراء طابعة بطاقات، أو لا تملك الموارد اللازمة لتعلم كيفية إعداد واستخدامها. بشكل عام، تتضمن الحلول المستندة إلى سطح المكتب برامج أو قاعدة بيانات (أو جدول بيانات) ويمكن تثبيتها على كمبيوتر واحد أو شبكة واحدة.

### خيارات أخرى
إلى جانب الخواص الأساسية لطباعة البطاقات، يمكن لطابعات البطاقات أيضًا قراءة وتشفير الأشرطة المغناطيسية بالإضافة إلى بطاقات شرائح RFID (البطاقات الذكية) والاتصال بها. وبالتالي، فإن طابعات البطاقات تُمكن من تشفير البطاقات البلاستيكية بصريا ومنطقيا. يمكن أيضًا تغليف البطاقات البلاستيكية بعد الطباعة. ويتم تغليف البطاقات البلاستيكية بعد الطباعة لتحقيق زيادة كبيرة في المتانة ودرجة أكبر من الوقاية من التزييف. وتأتي بعض طابعات البطاقات مع خيار للطباعة في كلا الجانبين في نفس الوقت، مما يقلل الوقت المستغرق للطباعة ويقلل هامش الخطأ.
في هذه الطابعات، تتم طباعة جانب واحد من بطاقة الهوية ومن ثم يتم قلب البطاقة في مرحلة معينة ويتم طباعة الجانب الآخر.

## تطبيقات
إلى جانب الإستخدامات التقليدية في تحديد وقت الحضور للموظفين في الشركات والتحكم في الوصول لأماكن ومعلومات حساسة (مثل بطاقة الوصول المشترك)، هناك عدد لا يحصى من التطبيقات الأخرى للبطاقات البلاستيكية، مثل بطاقات العملاء الشخصية، وحجز التذاكر المباريات الرياضية وبطاقات النقل العام المحلية، وأيضا بطاقات هوية الطلاب وكذلك تستخدم هذه الطابعات لإنتاج بطاقات الهوية الوطنية.